# Île Dumet
 (mars 2023).
L’île Dumet est une petite île française, située en Mor braz dans l’océan Atlantique à 6 km au large de Piriac-sur-Mer. Elle est la seule île maritime en Loire-Atlantique. Elle possède une superficie de 8,5 ha (variable en fonction des marées) pour des dimensions de l'ordre de 600 m sur 150 m.

## Histoire

### Chronologie résumée
- vers le Ve siècle : occupation de l'île par des Danois et les Saxons ;
- VIe siècle : l'évêque de Nantes baptise les Saxons. L'île devient le refuge d'ermites ;
- VIIIe siècle : occupation de l'île par les Vikings ;
- 1557 : occupation de l'île par une coalition hispano-anglaise ;
- 1590 : débarquement sur l'île des troupes espagnoles commandées par Juan d'Aquila ;
- 1799 : débarquement du général Georges Cadoudal et de son armée ;
- 1876 : Il n'y a plus de gardien. L'île est de nouveau désertée ;
- 1990 : l'île Dumet devient la propriété du conservatoire de l'espace littoral et des rivages lacustres ;
- 2024 : Un arrêté préfectoral de protection de biotope est signé le 28 février 2024[1] pour protéger la biodiversité de l'île.

### Moyen Âge
Son nom connu le plus ancien est Aduna qui aboutit au nom actuel via Audumet, Dumay. Son nom breton est Enez Aodum.
L’occupation de l'îlot est très ancienne mais les vestiges encore visibles et décrits en 1850 ont été détruits par les travaux ultérieurs.

### XVIIIesiècle
Après avoir dépendu de l'évêché de Nantes, l'île releva de l'abbaye Saint-Sauveur de Redon. Les moines, en 1772, l'échangent contre soixante-dix œillets de marais salants avec le comte Jacques de Mahé de la Bourdonnais. Ils laissent derrière eux le souvenir de miracles et un imaginaire superstitieux qui s'étend également sur la portion de côte vers Piriac.
Sa position stratégique lui a imposé de multiples occupations militaires et l'a fait participer à la défense de l’embouchure de la Vilaine. Elle a été le témoin de nombreuses batailles navales telle que la bataille des Cardinaux.
Deux forts y ont été construits :
- le fort de Ré, ou "fort rond", de forme semi-circulaire construit vers 1756 sous la direction du duc d'Aiguillon. Il servit d’habitation pour les anciens gardiens après sa désaffectation en 1782. Après une tentative de restauration au XIXe siècle, il est désormais à l'abandon. Un feu de signalisation y fut placé vers 1900 après de nombreux naufrages ;
- le "fort carré", appelé, sans raison, fort à La Vauban, érigé sous les yeux de Gustave Flaubert. Construit entre 1846 et 1849, il s'agit du réduit (tour de garde crénelée n°1)[3] d'une batterie d'artillerie.

Jean-Baptiste Ogée la décrit ainsi en 1778 :

« Isle-Du-Met : à 18 lieues à l'ouest-sud-ouest de Nantes, son évêché ; à 22 lieues ³/⁴ de Rennes : à 4 lieues de Guérande, sa subdélégation et à une lieue 1/4 de la terre ferme, à l'embouchure de la Vilaine. Elle dépend de la paroisse de Piriac et ne contient qu'environ 18 arpents de terrain. Les gens les plus éclairés du voisinage assurent que l'île du Met tenait à la terre ferme dans le XIIe siècle. Le roi y fit construire, en 1755, une forteresse où il fut mis une garnison ; mais, dans la dernière guerre, elle fut prise par les Anglais, qui la démolirent en partie. Elle est aujourd'hui déserte ; les lapins y sont très communs, et son territoire est si fertile que l'herbe y croît comme dans les meilleures prairies. »

### XIXesiècle
Les gardiens vivaient sur l’ile avec femme, enfants et domestique.
- En 1856 : Félix(?) Colonne[5]
- De 1860 à environ 1870 : François Kerriou[6],[7]
- D'environ 1870 à 1874 : Alfred Chalard[8]

Leur titre militaire était « gardien de batterie ».
À partir de 1876 il n’y a plus d’occupant sur l’île Dumet dans les archives de dénombrement de la population de la commune de Piriac.

### XXesiècle
En 1912, le professeur Alphonse Berget (1860-1933) place sur l'île le pôle de l'hémisphère continental,.
À partir de 1949, le nouveau propriétaire de l'île est l'industriel Henri Dresch, fabriquant des motos Dresch, armateur à Lancieux (Côtes-d'Armor) puis fondateur du complexe hôtelier du domaine de Rochevilaine à la pointe de Pen Lan. Sur ses terres insulaires, il fait réaliser des travaux embarquant du matériel depuis le port de Billiers grâce aux pêcheurs locaux qui lui louent leurs services en faisant la navette. Des arbres sont transportés jusqu’à Dumet sur la plate « la Lorraine », appartenant à Henri Dresch. Le père Béliout, un vieux marin piriacais s’occupe de l’île pour son propriétaire qui y reçoit notamment la chanteuse et actrice Colette Renard.
En 1953, le couple Fleury (Robert et Madeleine) prend possession de la maison des gardes, vestige du fort de Ré. Ils y passent trente-trois ans sans électricité, avec peu d’eau douce, le courrier tous les quinze jours quand le temps le permet et une liaison radio deux fois par jour.
Lui se faisait, abusivement, appeler Fleury de Valois, descendant des rois de France. Son véritable nom était Robert Alfred Auguste Fleury, né le 18 octobre 1894 à Cheffes (Maine et Loire). Elle s'appelait Madeleine Jeanne Marie Bouclier, née le 11 décembre 1898 à Vincennes (Val de Marne).
Les deux gardiens (lui radiesthésiste et sourcier, elle chanteuse) sont chargés du phare construit sur l’île en 1950 qui remplace le premier phare élevé vers 1900 mais avouent être venus à Dumet pour y trouver un trésor, peut-être le « rayon orange » que le radiesthésiste était venu chercher afin de se procurer énergie et longévité. En 1986, arrivé à un âge avancé, le couple quitte l'île en hélicoptère pour le continent où ils meurent trois ans plus tard au Croisic (Loire Atlantique), lui le 7 juillet 1989 , elle le 11 décembre 1989, et sont inhumés dans le cimetière de Batz-sur-Mer.
Henri Dresch vend l’île Dumet en 1971. Elle est finalement acquise en 1990 par le Conservatoire du littoral et est devenue une réserve ornithologique réglementée. Le département de la Loire-Atlantique est gestionnaire de l'île pour le compte du conservatoire du littoral. Aujourd’hui, elle constitue un but de navigation appréciable pour les plaisanciers de la baie de Vilaine. Elle sert aussi d’indicateur empirique pour la météo : « Côtes de Dumet bien découpées, pluie à redouter. Brume sur l’île aux oiseaux, il va faire beau ! »

## Patrimoine naturel
L'île Dumet est un site de reproduction pour plusieurs espèces protégées, à savoir : le Cormoran huppé, l'hirondelle de rivage, le Pipit maritime, le moineau domestique, le Tadorne de Belon, le Grand Gravelot et l'huîtrier pie. Une colonie de Goéland argenté y est installée depuis les années 1970, cette espèce qui a un temps été considéré comme nuisible, est aujourd'hui reconnus comme menacé et protégée. Ces effectifs ont connus d'importantes variations, depuis l'installation de l'espèce, en 1920 3 couples sont installés, en 1958 10 couples, en 1977 850 couples nicheurs, puis un maximum est atteint en 1993 avec 6800 couples nicheurs avant de diminuer fortement pour atteindre 82 couples en l'an 2000. L'île Dumet abrite également la plus importante colonie de reproduction d'Eider à duvet en France, ce canard marin utilise les eaux autour de l'île jusqu'en automne, pour l'élevage et l'apprentissage des juvéniles. Jusque dans les années 1970, une colonie de sternes s'y reproduisait.
En ce qui concerne la botanique, on y trouve la renouée maritime, le bec-de-grue maritime et la Scirpe maritime.

## Phare
Le phare de l'île Dumet est codifié sur les cartes marines FI (3) WRG 12s 7/4 M ce qui signifie que :
- c'est un feu à secteurs (secteur W blanc, R rouge G vert) ;
- c'est un feu à éclats (FI) ;
- c'est un feu à trois éclats ;
- la période est de 12 secondes ;
- la portée est de 7 nautiques pour le secteur blanc et 4 nautiques pour les secteurs rouge et vert.

Il faut arriver sur l'île par le secteur blanc.